# Джгантия
„Джгантия“ (на малтийски: Ġgantija [dʒɡanˈtiːja] – Кулата на Гиганта) е мегалитен храмов комплекс изграден през епохата на неолита на средиземноморския остров Гозо (част от Малтийския архипелаг).
Той е сред най-ранните самостоятелно стоящи градежи на Земята. Изграждането през различните фази на строителство е датирано в периода 3600 – 2500 г. пр. Хр., което го прави по-ранен от египетските пирамиди. Възрастта на мегалитния градеж е 5500 години – това е вторият по древност градеж в света, след този под Гьобекли тепе в Турция. Джгантия е под егидата на ЮНЕСКО, като обектът е включен в списъка на организацията на Световно културно-историческо наследство през 1980 г. През 1992 г. този списък е разширен и в него вече влизат и други мегалитни обекти, а наименованието е променено на „Мегалитни храмове на Малта“.

## Проучвания
Местните жителите и пътешествениците знаят за съществуването на храма отдавна. В края на XVIII век, преди да бъдат извършени каквито и да било разкопки, Жан-Пиер Хюел изготвя подробен и много акуратен план на обекта. През 1827 г. полковник Джон Ото Байер, лейтенант-губернатор на Гозо, почиства мястото от „отпадъци“, сред които има археологически находки – като отломки от зидовете и др.. След тази кампания са изгубени много фрагменти от артефакти, защото отнетите пластове почва в рамките на обекта не са били правилно изследвани. Немският художник Брохторф изготвя рисунка на Джгантия две години преди полковник Байер да осъществи т.нар „почистване на обекта“ и отстраняването на „отломките“, като по този начин оставя графично свидетелство за състоянието на обекта преди кампанията проведена от Байер.
След провеждането на разкопките през 1827 г. руините на храмовете, започват да се разпадат. Останките са включени в Списъка с древни руини от 1925 г. Храмовият комплекс се намира върху частен терен до 1933 г., когато правителството на Малта я отчуждава в обществена полза. През 1933, 1936, 1949, 1956 – 1957 и 1958 – 1959 Музейните власти отдел провежда обширно археологическо проучване. Целта му е да почисти, запази и проучи руините и тяхната околност.
Храмът и околностите са възстановени или санирани през 2000 г. През 2011 г. в храма са монтирани леки пътеки за защита на подовата настилка. Парк на културно-историческото наследство е разработен и открит през 2013 г.

## Предназначение
Обектът се интерпретира от археолозите като храм посветен на култовете на плодородието. На територията на храма са открити много статуетки свързани именно с този култ. Според митовете и легендите от местния фолклор храмовите постройки на Джгантия са изградени от жена гигант, която се е хранела само с мед и бакла, а след като родила дете от обикновен мъж, тя с детето на ръце изградила храмовият комплекс и го използвала като за място за поклонение.
Мегалитният комплекс се състои от два храмови градежа, които са намират на платото Шаджра. Градежът разположен на южната страна е датиран като по-ранен – в 3600 г. пр. Хр. Той е и по-добре запазеният.

## Описание и особености
Храмовите постройки се намират на самия ръба на платото Хаджра, те са обърнати на югоизток. Този мегалитен паметник обхваща комплекс от два храма и незавършена трета секция, на които само фасадата е частично изградена, преди да бъде изоставена. Подобно на мегалитния храм Мнайдра, Джгантия е подравнена по Слънчевия изгрев по време на равноденствията. Южният градеж е по-големият и по-старият, датиран е около 3600 г. пр. Хр. Освен това е по-добре запазен. Планът на храма включва пет големи апсиди, със следи от мазилката, която някога е покривала грапавата стена – части от нея все още могат да се видят прилепнали между блоковете.
Храмовете са изградени в характерната за Малтийските мегалитни градежи форма на детелина, с блокове обърнати навътре, маркиращи формата. Пространството между стените е било запълвано с отпадъчен строителен материал. Поредица от полукръгли апсиди е свързана с централен проход. Археолозите смятат, че първоначално апсидите са били покрити с покрив.
Смята се че Джгантия е своеобразен връх в строителните и инженерните умения на праисторическото общество, като се има предвид, че храмовите постройки са били построени, когато колелото все още не е било въведено и метални инструменти за обработка на камъка не са били налични през тази епоха. Открити са малки обли камъни, за които се предполага, че са използвани са като сачмени лагери за превозните средства, превозващи огромните каменни блокове, използвани за градежа на храмовете.
Храмът, подобно на други мегалитни градежи на Малтийския архипелаг, гледа на югоизток. Южният храм се издига на височина от 6 m. При входа му е поставен голям каменен блок с вдлъбнатини образуващи малки корита – това съоръжение е интерпретирано като станция за ритуално пречистване за пречистване преди поклонниците да влязат в комплекса. В петте апсиди са поместени различни олтари. По време на археологическите проучвания са открити кости на животните при някои от олтарите – факт, който довежда учените до предположението, че пространството е било използвано за жертвоприношения.